# Liste von Bibliotheken in Niedersachsen
Folgende Liste bietet eine Auswahl von Bibliotheken in Niedersachsen. Als Organisation ist die Büchereizentrale Niedersachsen zu nennen.

## Braunschweig
- Universitätsbibliothek Braunschweig
- Stadtbibliothek Braunschweig
- Fachhochschulbibliothek Braunschweig/Wolfenbüttel

## Göttingen
- Niedersächsische Staats- und Universitätsbibliothek Göttingen
- Stadtbibliothek Göttingen

## Hannover
- Gottfried Wilhelm Leibniz Bibliothek – Niedersächsische Landesbibliothek (Hannover)
- Technische Informationsbibliothek Hannover
- Universitätsbibliothek Hannover
- Bibliothek des Kirchenamtes der Evangelischen Kirche in Deutschland Hannover
- Bibliothek der Hochschule für Musik und Theater Hannover
- Bibliothek der Medizinischen Hochschule Hannover
- Bibliothek der Hochschule Hannover
- Stadtbibliothek Hannover
- Bibliothek des Niedersächsischen Landtags

## Hildesheim
- Dombibliothek Hildesheim
- Universitätsbibliothek Hildesheim
- Fachhochschulbibliothek Hildesheim/Holzminden

## Oldenburg
- Landesbibliothek Oldenburg
- Universitätsbibliothek Oldenburg
- Fachhochschulbibliothek Oldenburg/Ostfriesland/Wilhelmshaven

## Osnabrück
- Universitätsbibliothek Osnabrück
- Stadtbibliothek Osnabrück
- Fachhochschulbibliothek Osnabrück

## Kleinere Städte
- Universitätsbibliothek Clausthal
- Stadtbibliothek Cuxhaven
- Fachhochschulbibliothek Emden/Leer
- Landschaftsbibliothek, Aurich
- Johannes a Lasco Bibliothek, Emden
- Mediothek Diepholz
- Universitätsbibliothek Lüneburg
- Stadtbibliothek Nordhorn
- Stadtbibliothek Stade
- Universitätsbibliothek Vechta
- Bibliothek Waldmühle, Soltau
- Herzog August Bibliothek, Wolfenbüttel

## Ehemalige Bibliotheken
- Ehemalige Universitätsbibliothek Helmstedt
- Bibliothek des Collegium Anatomicum-Chirurgicum Celle